# Хребет Бардина

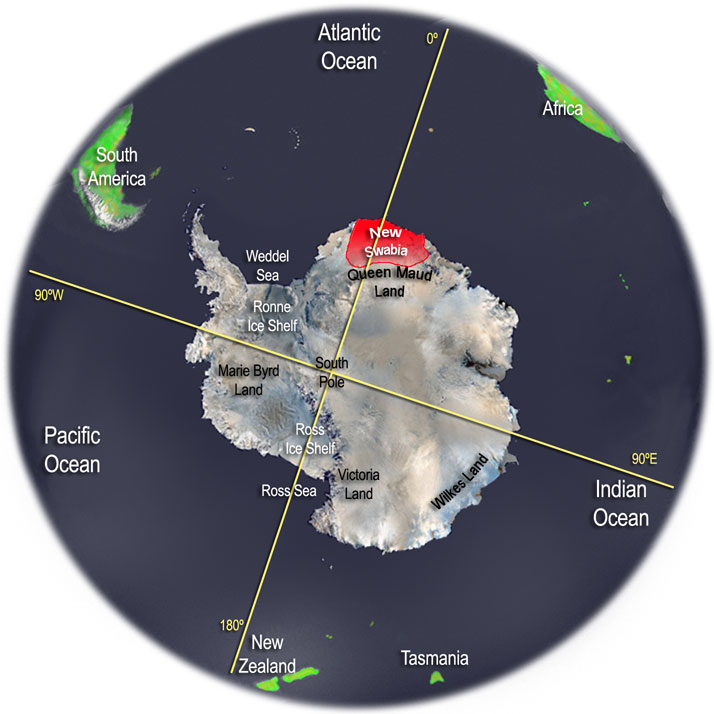
Карта Антарктиды. Красным цветом отмечена территория, обследованная самолётами Германской антарктической экспедиции 1938—1939 годов

Хребет Бардина (нем. Westliche Petermannkette, англ. Western Petermann Range) — горный хребет в Восточной Антарктиде.

## Географическое положение
Хребет простирается с севера на юг на 26 км от горы Хансен (англ. Mount Hansen) до долины Аурдален (англ. Aurdalen Valley) в горах Вольтат, Земли Королевы Мод.

## Название

И. П. Бардин

Советские исследователи Антарктиды назвали хребет в честь И. П. Бардина (1883-1960) — учёного металлурга, вице-президента АН СССР, Героя Социалистического Труда, лауреат Ленинской премии и двух Сталинских премий первой степени. Интересно, что его пасынок — В. И. Бардин — учёный географ, исследователь Земли Королевы Мод в период Международного геофизического года, писатель и почётный полярник Оба учёных похоронены на Новодевичьем кладбище в Москве.
В немецкой и англоязычной научной традиции хребет называется "Вестлих Петерманн" (Западный Петерманн) в честь немецкого картографа и географа Августа Петерманна. Оба названия имеют равное значение в географических словарях мира

## Открытие
Хребет был обнаружен и назван во время Немецкой антарктической экспедиции 1938-39 годов, совершавшейся под руководством полярного исследователя Альфреда Ричера.